# Pleiku
Pleiku — qui peut également s'écrire en vietnamien Plei Cu, Plây Cu, Plây Ku ou Plei Ku — est une ville du centre du Viêt Nam, dans la région des Hauts plateaux du centre. Pleiku est la capitale de la province de Gia Lai et le centre du district de Pleiku, qui couvre 261 km2. En 2003, le district comptait 186 763 habitants.
L'équipe de football Hoàng Anh Gia Lai est basée à Pleiku.

## Origine du nom
Le nom « Pleiku » apparaît pour la première fois dans un décret du gouverneur général du 7 avril 1905, concernant l'établissement d'une administration « Plei-Kou-Derr » dans la province de Bình Định. Il pourrait s'agir d'une déformation du Jaraï « Ploi Kodur », ploi signifiant village, et kodur pouvant signifier « au nord » ou « en haut » ; les deux significations sont plausibles, Pleiku étant à la fois au nord de la région occupée par la Jaraï, et aussi le plus haut en altitude.

## Transports
Pleiku  est à l'intersection de plusieurs routes nationales : la route nationale 14 mène à Kon Tum au nord et à Buôn Ma Thuột au sud.
La route nationale 19 mène à Stoeng Treng  au Cambodge à l'ouest (par la Province de Ratanakiri) et à la Province de Bình Định  à l'Est. 
Pleiku est desservie par l'aéroport de Pleiku.

## Personnalité liée à la communauté
- Phi Nhung (1970-2021), chanteuse américaine.